# Quebrada Talabre
La  quebrada Talabre es un curso natural de agua que nace en la Región de Antofagasta y se sume en la cuenca del Salar de Atacama. 

## Trayecto
Nace en las faldas norponiente del volcán Láscar con el nombre quebrada Tumbre y cercana a los poblados de Tumbre y Talabre.: 176  El mapa de las FF. AA. de los Estados Unidos de América la muestra como afluente de la quebrada Soncor.
La quebrada Talabre es una de los afluentes que fluyen al salar de Atacama desde el oriente.: 174–176 

## Caudal y régimen

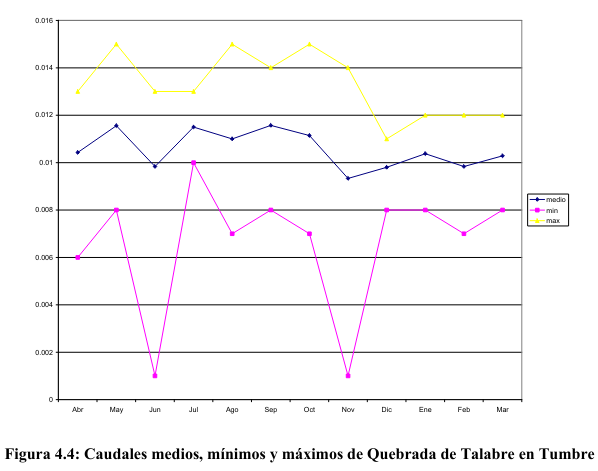
Caudales medios, mínimos y máximos de Quebrada de Talabre en Tumbre en m³/s.

Se puede apreciar en el gráfico un valor medio de cerca de 10 (diez) litros por segundo.: 30 
Este informe concluye que las aguas de los afluentes orientales del salar son relativamente constantes durante el año con leves aumentos del caudal en los meses de verano y de invierno.: 34 